# Вайгалі
Вайгалі (Вайгелі, вайгальська; самоназва: калаша-ала, wai-ala, waigal-ala) — одна з мов Афганістану. На ній говорить населення кількох сіл, розташованих в долині річки Вайгал (провінція Кунар) — всього близько 1500 осіб.
Відноситься до нурістанської групи індоіранської гілки індоєвропейських мов.
Близька до мови трегамі — схожість в області лексики до 76-80 %. Земіакі вважається або діалектом вайгалі, або окремою мовою.
Рівень грамотності низький.